# 2Fort
"2Fort" (também conhecido pelo nome de seu arquivo "ctf_2fort") é um mapa multijogador jogável nos jogos de tiro em primeira pessoa Quake Team Fortress, Team Fortress Classic e Team Fortress 2, e no mod multijogador de conversão total Fortress Forever. Composto por dois edifícios semelhantes separados por uma ponte curta e um fosso, cada equipe deve abrir caminho até o prédio da equipe adversária e capturar sua bandeira /inteligência de uma base subterrânea escondida abaixo. Mapa de lançamento de Team Fortress 2, 2Fort foi aclamado pela crítica como um mapa icônico da série e um dos melhores mapas de tiro em primeira pessoa de todos os tempos.

## Design de nível
2Fort é um mapa perfeitamente simétrico, com a inteligência de cada equipe localizada em uma fortaleza subterrânea abaixo dos dois edifícios. O design permite que os jogadores "se reúnam e batalhem ao longo da ponte central".  O mapa foi projetado para que cada classe possa adotar uma abordagem tática diferente, como Heavies e Medics lutando ao longo da ponte enquanto Spies e Engineers podem tentar se esgueirar pelos esgotos.  O layout do mapa permaneceu praticamente intacto entre Team Fortress e sua sequência. 

## Desenvolvimento
De acordo com Charlie Brown, líder do projeto Team Fortress 2, a equipe de desenvolvimento achou "difícil encontrar uma desculpa ambiental plausível" para ter ambas as equipes tão próximas uma da outra em mapas como 2Fort. Embora inicialmente considerassem o espaço, eles descobriram que os “fuzileiros navais espaciais” eram um tropo usado em demasia. Eles decidiram fazer com que o jogo tivesse um cenário "icônico" baseado em "filmes de espionagem e ficção científica dos anos 60", de modo que "não seja necessário fazer sentido".  O mapa foi projetado para parecer enganoso, com "nenhuma das fachadas das equipes [sendo] tão de alta tecnologia quanto o que está por baixo". Sugestões de elementos de alta tecnologia foram disfarçados dentro do mapa, como câmeras de vídeo secretas, ou fazer vacas serem na verdade outdoors de madeira. No geral, o interior da base de cada equipe em 2Fort foi projetado para parecer "um centro de comando ou espaço estilo NORAD". 
Em 2009, os arquivos fonte do mapa do 2Fort, entre outros mapas, foram lançados pela Valve para permitir modding mais fácil.  Para a atualização Invasion de 2015, o mapa "2Fort Invasion" criado pela comunidade foi adicionado ao jogo, remodelando o mapa para parecer que estava sendo invadido por alienígenas. 

## Recepção
Alex Walker do Kotaku chamou 2Fort de um dos melhores mapas multijogador de tiro em primeira pessoa de todos os tempos, chamando-o de "clássico absoluto" e citando seu design que permite que cada classe "contribua de alguma forma significativa".  Shacknews considerou o mapa memorável devido aos inúmeros servidores que hospedam jogos 2Fort intermináveis, que "se tornaram o maior charme do TF2", permitindo que as equipes se socializassem e dando às pessoas "um lugar mágico para relaxar e relaxar", um lugar casual para praticar com as aulas da equipe em vez de se preocupar em capturar a inteligência. 
PCGamesN chamou 2Fort de um mapa "favorito dos fãs" que "era horrível se você quisesse rodadas que durassem menos de uma hora", seus elementos de design contribuindo para impasses que o tornaram um bom lugar para socializar, e criticando Overwatch por falta de "baixa energia" espaços sociais em comparação.  Nick Breckon, do SamaGame, concordou que o design do mapa resultou em "impasses longos e prolongados", devido à localização do ponto de inteligência abaixo da sala dee spawn do inimigo.  Robo Panda Z do Destructoid disse que "nada resume mais a experiência multiplayer para mim do que este mapa", chamando 2Fort de um "festival de captura da bandeira" e um "impasse eterno quebrado pelo trabalho em equipe mais próximo", enquanto elogiava a adição de um telhado para a ponte na versão Team Fortress 2 . Ele afirmou que embora "existam mapas em TFC e TF2 que eu gosto consideravelmente mais do que 2Fort [...] é a essência absoluta de um mapa Capture the flag, bem como um exemplo perfeito de como melhorar um design." 
Steve Hogarty da PC Zone comentou sobre o quão familiar 2Fort era para os jogadores de Team Fortress Classic após o lançamento de Team Fortress 2, dizendo que "mesmo que você já tenha sido informado de que era uma versão refeita do popular mapa Team Fortress Classic [...] seu layout já existe como um mapa estratégico semi-familiar no fundo da sua mente". Ele observou que "estrategicamente, permanece quase completamente inalterado" e que houve "uma estranha sensação de déjà vu" para os "fãs do jogo original". 